# 27514 Markov
27514 Markov è un asteroide della fascia principale. Scoperto nel 2000, presenta un'orbita caratterizzata da un semiasse maggiore pari a 2,8821317 au e da un'eccentricità di 0,0361854, inclinata di 2,96711° rispetto all'eclittica.
L'asteroide è dedicato al matematico russo Andrej Andreevič Markov.